# Cantons de l'Ardecha

Els tres districte i els cantons del departament de l'Ardecha

Els Cantons de l'Ardecha, al departament de l'Ardèche, França, són 33 i s'agrupen en tres districtes:
- Districte de L'Argentièira (14 cantons - sotsprefectura: L'Argentièira) :
cantó d'Entraigas (Ardecha) - cantó d'Aubenàs - cantó de Burzet - cantó de Cocoron - cantó de Juèsa - cantó de L'Argentièira - cantó de Montpesat cantó de Sant Estève de Ludarès - cantó de Tuèits - cantó de Vaugòrja - cantó de Valon - cantó de Los Vans- cantó de Vals - cantó de Vilanòva de Berg

- Districte de Privàs (7 cantons - prefectura:[4] Privàs):
cantó de Lo Borg Sant Andiòu - cantó de Chaumeirac - cantó de Privàs - cantó de Ròchamaura - cantó de Sant Pèire Viala - cantó de Vivièrs - cantó de La Vòuta (Ardecha)

- Districte de Tornon (12 cantons - sotsprefectura: Tornon) :
cantó d'Anonai Nord - cantó d'Anonai Sud - cantó de Lo Chailar - cantó de La Mastra - cantó de Sant Agreve - cantó de Sant Farciau - cantó de Sant Martin de Valamàs - cantó de Sant Pèire d'Ai - cantó de Satilhau - cantó de Serrières - cantó de Tornon - cantó de Vernons